# Phallichthys
Phallichthys Hubbs, 1924 è un genere di pesci d'acqua dolce appartenente alla famiglia Poeciliidae, sottofamiglia Poeciliinae.

## Descrizione
Le specie del genere presentano un corpo allungato, piuttosto alto, compresso ai fianchi. Il dorso è convesso, il ventre pronunciato. La pinna caudale è a delta. Il dimorfismo sessuale è evidente: i maschi presentano un lungo organo riproduttore tubolare, il gonopodio, al quale si deve il nome scientifico del genere, mentre le femmine hanno una grande pinna anale trapezoidale. 

Le dimensioni si attestano tra i 3,5 e i 7 cm, secondo la specie.

## Etimologia
Il nome scientifico del genere deriva dall'unione delle parole greche phallos, pene + ichthys, pesce.

## Distribuzione e habitat
Tutte le specie sono originarie delle acque dolci dell'America centrale.

## Specie
Il genere comprende 4 specie:
- Phallichthys amates
- Phallichthys fairweatheri
- Phallichthys quadripunctatus
- Phallichthys tico